# 山口甲
山口 甲（やまぐち はじめ、1935年 - 2017年3月29日）は、日本の技官官僚・工学者。工学博士（1990年、北海道大学にて）。北海道開発庁北海道開発局元局長。北海学園大学元教授・同大学開発研究所元特別研究員。北海道における治水事業の発展に尽力。

## 経歴・人物
長崎県生まれ。1958年（昭和33年）山口大学工学部土木工学科卒業。
建設省・北海道開発局時代
1958年建設省に入省。その後、北海道開発局に移り、1983年（昭和58年）同局建設部河川計画課長、1983年同開発庁水政課長、1984年小樽開発建設部部長、1986年同開発庁官房次長、1988年同開発局建設部長を経て、1989年総理府技官・北海道開発局長に就任。1990年退官。
大学教授・その他の活動
1990年共和コンクリート工業顧問。
1990年北海道大学にて工学博士を取得。論文名は、「沖積河川における河道計画に関する研究」。1990年北海学園大学工学部教授・同大学院工学研究科教授（河川工学）。1998年に同大学工学部長に就く。2002年同大学、退官。2002年河川環境管理財団北海道事務所長・同研究顧問に就任。2002年専修大学北海道短期大学土木科客員教授。2006年同大学退官。2006年北開水工コンサルタント顧問。2006年札幌理工学院土木工学科客員教授（~2009年）。2013年より、九州構造設計最高顧問。2017年退職。
2007年、瑞宝中綬章受章。没後、叙従四位。
この他、河岸工設計指針策定委員会委員長や北海道開発庁石狩川治水計画検討委員会外部委員を務めた。

## 著書・研究
- 『融雪出水予報の実例』（雪氷 33巻4号, 1971年）
- 長谷川茂と共同執筆『融雪流出の予知に関する研究』（土木試験所報告 64号, 1975年）
- 館谷清と共著『北海道の治水』（北海道河川防災研究センター, 1987年）
- 『石狩川の洪水氾濫と河川改修の原点』（開発論集, 1994年）
- 品川守と共著『〈新版〉捷水路』（北海道大学出版会, 2022年）
- 『石狩川の洪水被害分析』（開発論集, 1996年）
- 北海学園大学開発研究所編『北海道開発の視点・論点』（北海学園大学開発研究所、1998年）
- 西川鶴元、高井利秋と共同執筆『雨竜川流域の地域社会形成と河川整備』（開発論集, 1999年）
- 東海林勉と共同執筆『留萌川流域の年降水量の長期変動』（北海学園大学工学部研究報告 29号, 2002年）
- 『北海の羆』（甲陽庵，2016年6月）